# Ierocle di Alessandria
Ierocle di Alessandria (fl. V secolo) è stato un filosofo neoplatonico greco antico attivo nel V secolo, fu il primo scolarca della scuola neoplatonica di Alessandria.

## Biografia
Studiò nell'Accademia platonica di Atene e passò alcuni anni nella sua città nativa, dalla quale sembra essere stato esiliato ed essersi allora recato a Costantinopoli dove, accusato di aver offeso le opinioni religiose cristiane, fu imprigionato e flagellato.
L'unica opera completa conservataci è il Commentario ai Versi Aurei di Pitagora. Ottenne grande fama nel Medioevo e nel Rinascimento, come testimonia il gran numero di traduzioni in diverse lingue. Altri suoi scritti, specialmente uno sulla provvidenza, uno sul fato e un trattato consolatorio dedicato al suo maestro Olimpiodoro di Tebe, vengono citati a proposito di Fozio e di Stobeo. Ierocle polemizzò contro il fatalismo astrologico sulla base della sua convinzione di una necessità irrazionale piuttosto che di una provvidenza divina e razionale. Per questa stessa ragione negò valore alle pratiche magiche, dal momento che queste pretendevano di mutare un corso prestabilito e provvidenziale al quale infatti lui non credeva.
Benché egli non parli mai del Cristianesimo nelle sue opere, si è ritenuto che egli cercasse una conciliazione fra la religione greca tradizionale e il pensiero cristiano.
La raccolta di circa 260 epigrammi, tra cui il Philogelos, attribuiti a Ierocle e a Filagrio, non ha alcuna connessione con lui, ma è forse una compilazione di data posteriore, fondata su due precedenti collezioni. Si è ora d'accordo che i frammenti degli Elementi di etica conservati in Stobeo derivino da un'opera di Ierocle Stoico, contemporaneo di Epitteto, identificato in una citazione di Aulo Gellio (Notti attiche, IX, 5, 8).

### Opere
- Hieroclis philosophi Alexandrini Commentarius in Aurea carmina, De providenta & fato, Cambridge 1709
- F. W. Köhler, Hieroclis in aureum Pythagoreorum carmen commentarius, Teubner, 1974 ISBN 9783519014102
- Hiéroclès d'Alexandrie, Commentaire sur les Vers d'or des Pythagoriciens suivi de Traité sur la Providence, Parigi, Les Belles Lettres, 2018,  p. XVI + 320, ISBN 978-2-251-44798-8.

### Studi
- E. Zeller, La filosofia dei Greci nel suo sviluppo storico, Firenze, La Nuova Italia, 1979
- N. Auioulat, Le néo-platonisme alexandrin: Hiéroclès d'Alexandrie, Leiden, Brill 1986
- H. S. Schibli, Hierocles of Alexandria, New York, Oxford University Press, 2002 ISBN 0-19-924921-0.